# زینگ‌اشپیل

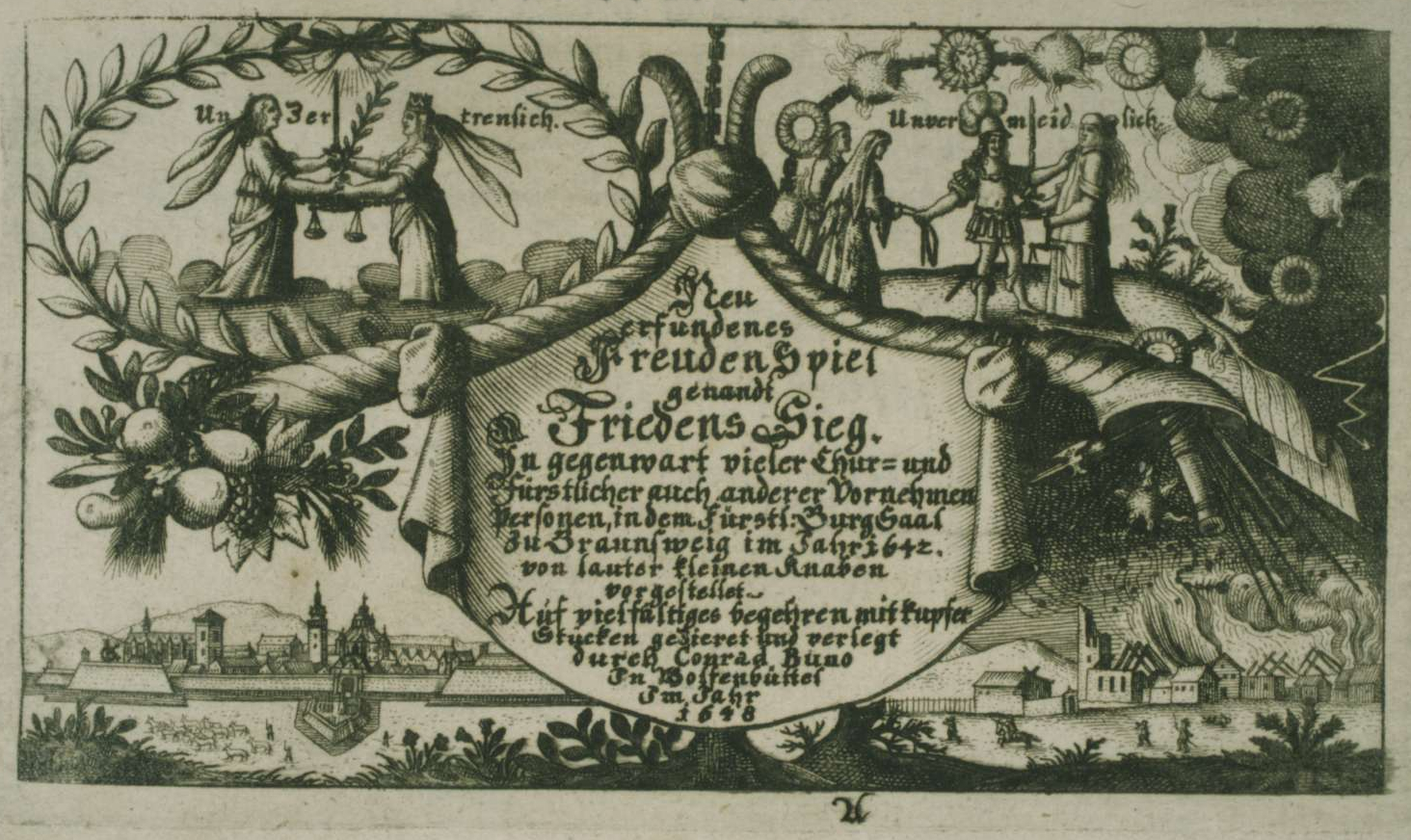
زینگ‌اشپیل

زینگ‌اشپیل (به آلمانی: Singspiel) سبکی در اپراهای به زبان آلمانی و ترکیبی از آواز و گفتگو است. اوج محبوبیت آن در اواخر سده هجدهم میلادی بود. در این سبک اجراکنندگان در میان تصنیف‌ها و آریاها، به گفتگوی معمولی نیز می‌پردازند. انگیزهٔ ایجاد این سبک تلاش آهنگسازان بر ضد شیوهٔ تصنعی اپراهای ایتالیایی بود.
شناخته‌شده‌ترین اپرا در سبک زینگ‌اشپیل فلوت سحرآمیز (۱۷۹۱) اثر ولفگانگ آمادئوس موتسارت است. دستبرد به حرمسرا (۱۷۸۲) و رئیس تئاتر (۱۷۸۶) دو اپرای دیگر از موتسارت در این سبک هستند.

## تاریخچه
برخی از اولین زینگشپیله‌ها نمایشنامه‌های معجزه آسا در آلمان بودند که در آن دیالوگ با آواز آمیخته می‌شد. در اوایل قرن هفدهم، نمایشنامه‌های معجزه‌آمیز ناپسند شده بود، کلمه «زینگشپیله» به صورت چاپی یافت می‌شد، و زینگشپیله‌های سکولار نیز اجرا می‌شد، هم در ترجمه‌های وام‌گیری یا تقلید از آهنگ‌ها و نمایشنامه‌های انگلیسی و ایتالیایی، و به صورت اصلی. آثار آلمانی.
در قرن ۱۸، برخی از زینگشپیله‌ها ترجمه اپراهای تصنیف انگلیسی بودند. در سال ۱۷۳۶، سفیر پروس در انگلستان، ترجمه اپرای تصنیف شیطان را برای پرداخت سفارش داد. این زینگشپیله با موفقیت در دهه ۱۷۴۰ در هامبورگ و لایپزیگ اجرا شد. نسخه دیگری از این مورد توسط یوهان آدام هیلر و سی اف وایسه در سال ۱۷۶۶ ساخته شد (Der Teufel ist los oder Die verwandelten Weiber)، اولین مورد از مجموعه ای از همکاری‌هایی که منجر به شهرت هیلر و وایسه به عنوان "پدران Singspiel آلمانی شد.
اپراهای فرانسوی با دیالوگ گفتاری (opéras comiques) مکرراً به آلمانی رونویسی شدند و در اواخر دهه ۱۷۷۰ و اوایل دهه ۱۷۸۰ در وین بسیار موفق شدند. در مقابل، ترجمه آلمانی اپرا بوفه معاصر ایتالیایی که در آن زمان در انگلستان و فرانسه کاملاً موفق بود، به میزان قابل توجهی کمتر بود. زینگشپیله به عنوان سرگرمی طبقه متوسط به پایین در نظر گرفته می‌شد - برخلاف ژانرهای عمدتاً اشرافی اپرا، باله و نمایش صحنه - و معمولاً توسط گروه‌های مسافرتی (مانند شرکت‌های Koch, Döbbelin و Koberwein) به جای شرکت‌های معتبر و در مراکز کلان‌شهرها اجرا می‌شد.
موتسارت چندین زینگشپیله نوشت: باستین و باستینه (۱۷۶۸)، زاید (۱۷۸۰)، ربوده شدن از سراگلیو (۱۷۸۲)، کارگردان تئاتر (۱۷۸۶)، و سرانجام فلوت جادویی (۱۷۹۱). ای. تی هافمن که او را تحسین می‌کرد، آهنگ زینگشپیله را مانند عشق و حسادت در سال ۱۸۰۷ ساخت.
در سال ۱۹۲۷، کرت ویل کلمه جدیدی به نام «سانگشپیله» را برای توصیف کار خود Mahagonny-Songspiel ابداع کرد.